# 조운 (촉한)
조운(중국어 정체자: 趙雲, 간체자: 赵云, 병음: Zhào Yún 자오윈[*], ?~229년 11월)은 중국 후한 말, 삼국 시대 촉한의 무장으로, 자는 자룡(중국어 정체자: 子龍, 간체자: 子龙, 병음: Zilóng 쯔룽[*]), 기주 상산군 진정현 출신이다. 오랜 기간 선주 유비를 따르며 제업에 공을 세웠다.

## 생애

### 생애 초반
기주 상산군 진정현(眞定縣) 사람이다. 처음에 원소 휘하에서 졸백(卒伯-병졸의 우두머리이며 현재의 분대장급.)으로 임관하였으나, 원소의 그릇이 크지 않다는 것을 일찌감치 간파하여 공손찬 아래로 들어갔다. 소설 삼국지평화(三國志平話), 삼국지연의에서는 창술(槍術)의 명수로 등장하며, 처음에는 원소의 부하였으나 스스로 공손찬 밑으로 달려가고, 문추를 상대하여 공손찬을 궁지에서 구하는 장면에서 처음 등장한다.

### 유비와의 만남
그 무렵 유비 또한 공손찬 밑에 몸을 의지하고 있었다. 공손찬이 원소를 막기 위해 유비를 파견해 전해를 지원하도록 했을 때 조운도 일시적으로 유비의 지휘하에 들어가 종군했다. 이 무렵 조운은 공손찬의 난폭한 성격에 기가 질려 있었고 같이 공손찬의 부하로 있던 유비를 눈여겨 보게 된다. 유비 역시 조운을 높이 평가하게 되고 서로 깊은 유대를 맺었다고 한다. 《삼국지연의》에서는 이때 조운이 유비의 가신이 되고 싶다는 뜻을 전하지만 유비는 공손찬과의 관계 등을 고려해 그의 뜻을 받아들이지 않고 거절했다.
그 뒤 조운은 형의 장례를 치르러 잠시 고향으로 돌아가는데, “절대로 당신의 은덕을 잊지 않겠다” 고 유비에게 이별을 고한다. 이는 조운이 공손찬 밑으로는 다시 돌아가지 않겠다는 것을 암시하는데, 유비 또한 그것을 깨닫고 조용히 전송했다고 한다.
훗날 조조에게 서주(徐州)를 잃은 유비가 원소에게 의지하자 조운은 유비를 접견하고 부하로 들어갔다. 이때 삼국지정사에서는‘유비는 조운과 같은 침대에서 잠을 잤다’라고 되어 있고, 삼국지연의에서는 의형제를 맺은 관우나 장비(張飛)와 동등한 대우를 받은 것으로 묘사된다.

### 당양 장판전투
201년 조운은 여남에서 패배한 유비를 따라 신야(新野)로 가게 되었다. 207년 형주에서는 유표가 죽어 후계 문제로 내분이 일어나고 그에 편승해 조조가 침공을 시작했다. 유비가 피난길에 당양현 장판에서 조조군의 습격을 받고 도주할 때, 조운은 미처 도망가지 못한 유비의 어린 아들 아두(후주 유선의 아명)와 아내 미부인(糜婦人)을 조조의 대군으로부터 구출하여 아문장군(牙門将軍)으로 승진한다(장판 전투). 이 전투 중에 유비의 수하 장비가 “조운이 아군을 배신하고 조조에게 항복했다.”고 보고했으나 유비는 “조운은 결코 그럴 위인이 아니다”라고 말했다. 삼국지연의에서는 조운이 조조 휘하의 장수 하후은을 죽여 청강검(靑舡劍)을 손에 넣은 후 유선을 가슴에 품고 적군 한가운데에서 홀로 분전하였고, 그것을 본 조조가 조운에게 활을 쏘지 말고 반드시 생포하라고 명령한 덕분에 위기에서 벗어나는 것이 용이했다고 서술되어 있다. 구출에 성공한 조운이 유비를 만나자, 유비가 조운이 구출해온 자신의 아들 아두를 던지면서 "하마터면 훌륭하고 용맹한 장수를 잃을 뻔했다" 라고 말하여 조운이 이를 듣고 크게 감동했다는 일화가 전해진다.

### 삼국 정립
211년(건안 16년) 익주 자사 유장이 법정을 파견해 유비를 맞아들이고 한중군의 태수 장로를 공격했다. 그러나 유비는 얼마 지나지 않아 유장과 대립하게 되어 가맹관에서 군사를 돌려 유장을 공격하지만, 군사 방통이 장임의 화살을 맞고 전사하는 등 어려움에 직면한다. 그래서 제갈량이 조운, 장비 등과 함께 형주의 군대를 이끌고 구원에 나서 장강을 거슬러 올라가며 주변의 군현들을 평정했다. 강주에 도착하자 조운은 강양을 거쳐 성도로 진군, 성도 포위의 일축을 담당했다. 유장의 항복 후 조운은 익군장군(翊軍将軍)에 임명되었다.
219년 한중 전투에서 황충은 군량수송을 끊는 역할을 맡았는데 때가 돼도 돌아오지 않자 조운이 마중 나가 황충을 도와주었다. 조조군은 군세를 강화해 다시 조운의 진영으로 공격해 왔다. 이때 조운은 문을 활짝 열고, 깃발을 숨기고, 북을 치지 말라고 명령했다. 조운의 진영 앞에 도착한 조조군은 그 정적을 보고 복병이 있지 않을까 의심해 머뭇거렸다. 그것을 본 조운이 북을 치고 쇠뇌를 쏘아 적군을 공격하자, 깜짝 놀란 조조군은 북새통이 되었고 많은 병사들은 달아나다가 한수(漢水)에 빠져 익사하는 등 참패를 당했다. 다음 날 아침 유비는 몸소 조운의 진영을 방문하고 전날의 전장을 시찰하면서 “조운의 몸은 모두 간(肝)덩어리다”라고 칭찬하였고, 조운을 호위장군(虎威将軍)이라고 불렀다.
관우가 손권의 군량고를 노략질한 것이 원인이 되어 손권이 형주를 습격해 관우를 살해하자 유비는 크게 노하여 손권을 공격하려 했다. 조운은 “먼저 위나라를 멸망시키면 오나라는 자연히 굴복할 것입니다. (중략) 위나라를 방치하고 먼저 오나라와 싸워서는 안 됩니다. 전투가 일단 시작되면 쉽게 풀리지 않기 때문입니다” 하고 유비를 만류한다. 그러나 유비는 이를 듣지 않고 동쪽으로 진군하고, 조운을 강주에 남겨 후방을 단속하게 했다. 유비가 자귀에서 패배하자 조운은 구원에 나서 영안까지 진군하지만 오나라 군대는 이미 물러나고 없었다.

### 유비 사후
223년 유선이 즉위하자 중호군(中護軍)·정남장군(征南将軍)이 되고, 이후 영창정후(永昌亭侯)·진동장군(鎮東将軍)으로 위임되었다. 227년, 조운은 제갈량을 따라 한중에 주둔하고, 228년 제갈량과 함께 위나라로 출병, 제갈량은 사곡도(斜谷道)를 통과한다고 크게 선전하고, 조운과 등지에게 위나라의 조진을 상대하도록 명령한 다음 그 틈에 기산을 공격했다. 가정 전투에서 마속의 촉군이 패배 했다.
이후 애당초 의군이었던 기곡의 조운 또한 조진에게 패하였으나 부장인 등지와 함께 손수 후위를 맡아 솔선수범해 피해를 줄였다. 제1차 북벌이 실패로 돌아가고 참전했던 제갈량 이하 모든 장수들이 강등되면서 조운은 진군장군(鎮軍将軍)으로 좌천되었다.
제갈량이 “퇴각하면서 장병의 단결이 전혀 흐트러지지 않은 것은 무엇 때문인가?” 하고 묻자, 등지는 “조운 스스로 후방 부대를 맡아 군수 물자를 거의 버리지 않고 마무리할 수 있었으므로 장병들은 흐트러짐 없이 퇴각할 수 있었다” 고 대답했다. 제갈량은 조운에게 남은 군수품 견사(명주실)를 그의 장병들에게 나눠주게 했지만, 조운은 “전쟁에 진 자가 어찌 하사품을 받을 수 있겠는가. 군수 물자는 모두 창고에 모아 10월에 겨울 준비 물품으로 하사받을 수 있도록 하라”고 명령해, 규율을 지켜 패전 책임을 분명히 했다. 제갈량은 이를 보고 "살아 선제께서 말씀하시길 자룡은 군자라 하였는데, 그 말이 헛되지 않도다" 라고하며 더욱 조운을 존경했다고 한다.
261년에는 대장군 순평후(大将軍 順平侯)라는 시호를 받았다. 조운은 강직하고 이치에 맞는 행동을 하였으며 주변인들에게 오만한 면이 있었던 관우, 장비와 달리 주변 사람들에게 순후하고 후덕하다는 평가를 받았으며 유비에게도, 제갈량에게도 인정받았다. 진수는 조운을 일컬어 황충과 함께 유비의 조아(爪牙, 오른팔 또는 심복)가 되었다고 평가했다.

## 평가
학식, 통찰, 무예를 모두 갖춘 인물이었다. 그의 창술은 당대 최고 수준이었으며 그 덕분에 크고 작은 수많은 전투에서 맹활약했다. 또한 조운은 무장이면서도 지혜가 풍부하며 통찰력이 뛰어났는데 관우가 사망할 당시 후한의 상황은 후한 헌제가 조비에게 갓 선양을 한 상태였으며 이 때문에 황실을 지키자는 명분으로 조비를 공격하면 충분히 승산이 있다고 판단했다. 조운은 위나라로 진격하는 것 자체를 목표로 두지 않았으며 위나라로 진격할 경우 위나라 내부에서 황실을 추종하는 무리들이 봉기를 일으킬 가능성이 높았는데 조운은 이것을 노린 것이었다. 한마디로 조운은 국제 정세에 매우 밝았다. 하지만 유비는 관우의 죽음에만 연연한 나머지 조운의 이 조언을 묵살했으며 후한 헌제가 퇴위된 일에 대해서는 유비 본인이 참칭하는 것으로 후한 헌제의 뒤를 이어 후한을 계승했다고 선언하는 것으로 일단락했다. 그 이후 유비는 이릉 대전을 일으켰지만 크게 패하고 유비는 이 후유증으로 병사했다.
배잠론(裴潛論)에 나오는 조운(趙雲)은 용맹하며 임기응변을 갖추고 있으며 지휘력과 통솔력이 높은 무장이라고 하였다.

## 친족 관계
- 장남 = 조통 - 조운이 죽자 후사를 이었다.
- 차남 = 조광 - 조통이 죽자 후사를 이었다.

## 같이 보기
- 삼국지 인물 목록
- 공성계

## 관련 작품

### 게임
- 진·삼국무쌍 시리즈

### 드라마
- 무신 조자룡
- 삼국지

## 참고 문헌
- 《삼국지》 촉서 조운전
- 《자치통감》